# セルヒオ・ロドリゲス・ガルシア
ロドリ（Rodri）こと、セルヒオ・ロドリゲス・ガルシア（Sergio Rodríguez García、 1984年8月17日 - ）は、スペイン・カタルーニャ州バルセロナ県マタロー出身のサッカー選手。ポジションはディフェンダー、ミッドフィルダー。

## 経歴
FCバルセロナのカンテラ出身の選手。Bリスト登録ではあったが、2005-2006シーズンからトップチームに定着する。基本的にはカルレス・プジョルの控えであったが、センターハーフやボランチでもプレーできるため、ティアゴ・モッタやガブリ・ガルシアと共に重宝されていた。
2006年夏に出場機会増加を狙い、バルセロナを退団してデポルティーボ・ラ・コルーニャへと入団した。しかしここでもレギュラー定着には至らず、2007年1月にはUDアルメリアにレンタル移籍した。その後、ポルトガルやリーガ・エスパニョーラのセグンダ・ディビシオン以下のチームを渡り歩いた。2011年3月、ロシア・プレミアリーグに所属をする強豪FCスパルタク・モスクワに1年半の契約で移籍をした。移籍金は40万ユーロとsports.ruでは伝えられている。2012年からはリーガ・エスパニョーラのラージョ・バジェカーノ所属。

## 所属クラブ
- FCバルセロナ　2003-2006
- デポルティーボ・ラ・コルーニャ　2006-2007

→ UDアルメリア(loan)　2007
→ ポリ・エヒド 2007-2008
→ CSマリティモ 2008-2009
→ UDサラマンカ 2009-2009
- エルクレスCF 2009-2011
- FCスパルタク・モスクワ 2011-2012
- ラージョ・バジェカーノ 2012-2014
- KASオイペン 2014-2016
- UEリャゴステラ 2016-2017
- CEルスピタレート 2017-2019